# Feröer a 2013-as úszó-világbajnokságon
Feröer négy úszóval vett részt a 2013-as úszó-világbajnokságon, akik nyolc versenyszámban indultak.

## Úszás
Férfi
| Versenyző     | Verseny                 | Selejtező | Selejtező | Elődöntő          | Elődöntő          | Döntő             | Döntő             |
| Versenyző     | Verseny                 | Idő       | Helyezés  | Idő               | Helyezés          | Idő               | Helyezés          |
| ------------- | ----------------------- | --------- | --------- | ----------------- | ----------------- | ----------------- | ----------------- |
| Bartal Hestoy | 200 méteres vegyesúszás | 2:09.46   | 47        | Nem jutott tovább | Nem jutott tovább | Nem jutott tovább | Nem jutott tovább |
| Bartal Hestoy | 400 méteres vegyesúszás | 4:35.37   | 38        |                   |                   | Nem jutott tovább | Nem jutott tovább |
| Pál Joensen   | 800 méteres gyorsúszás  | 7:50.81   | 6 Q       |                   |                   | 7:52.57           | 7                 |
| Pál Joensen   | 1500 méteres gyorsúszás | 14:57.76  | 5 Q       |                   |                   | 15:03.10          | 7                 |

Női
| Versenyző     | Verseny                   | Selejtező | Selejtező | Elődöntő          | Elődöntő          | Döntő             | Döntő             |
| Versenyző     | Verseny                   | Idő       | Helyezés  | Idő               | Helyezés          | Idő               | Helyezés          |
| ------------- | ------------------------- | --------- | --------- | ----------------- | ----------------- | ----------------- | ----------------- |
| Birita Debes  | 50 méteres hátúszás       | 30.57     | 40        | Nem jutott tovább | Nem jutott tovább | Nem jutott tovább | Nem jutott tovább |
| Birita Debes  | 100 méteres hátúszás      | 1:05.64   | 40        | Nem jutott tovább | Nem jutott tovább | Nem jutott tovább | Nem jutott tovább |
| Poula Ø. Mohr | 50 méteres pillangóúszás  | 28.52     | 41        | Nem jutott tovább | Nem jutott tovább | Nem jutott tovább | Nem jutott tovább |
| Poula Ø. Mohr | 100 méteres pillangóúszás | 1:04.58   | 41        | Nem jutott tovább | Nem jutott tovább | Nem jutott tovább | Nem jutott tovább |